# Maja Haderlap
Maja Haderlap (Eisenkappel-Vellach / Železna Kapla-Bela, Carintia, (8 de marzo de 1961) es una escritora en esloveno y alemán, de nacionalidad austriaca. 

## Biografía
Maja Haderlap —que, como Peter Handke, tiene raíces eslovenas—, estudió dramaturgia y de germanística en la Universidad de Viena. En sus años de estudiante ya destacó por su poesía, que escribía en esloveno, con Žalik pesmi, 1983; Bajalice, 1987  y Pesmi, 1989; está considerada como una de las voces más importantes de la lírica de esa lengua en el siglo XX. 
Trabajó en el ámbito teatral —fue la directora del teatro municipal de Klagenfurt (1992-2007) y escribió un ensayo sobre al término de esta experiencia— y enseñó en el Instituto de Literatura Comparada a la Universidad de Klagenfurt, ciudad donde reside con su marido, Klaus Amann. Ha editado la revista literaria de los eslovenos de Carintia ' 'Mladje y es traductora del esloveno al alemán y viceversa. 
En su relato «Im Kessel», escrito en alemán, narra la historia de una familia eslovena de Carintia y su resistencia contra la Wehrmacht. Su aclamada novela El ángel del olvido (2011), que incluye ese texto, ganó ese año el prestigioso premio Ingeborg Bachmann. 
Traducida a diversas lenguas, es miembro de la sociedad de escritores Grazer Autorinnen Autorenversammlung (Austria), de la Academia Alemana de la Lengua y la Poesía y de la Eslovena de Ciencias y Artes.

## Obras
- Žalik pesmi, poesía, 1983
- Bajalice, poesía, 1987
- Pesmi, poesía, 1989
- Deček in sonce (El muchacho y el sol), prosa, Klagenfurt, Drava, 2000
- Med politiko in kulturo (Entre política y cultura), ensayo, 2001
- Das Stadttheater Klagenfurt 1992 bis 2007 (El teatro de Klagenfurt de 1992 a 2007), ensayo, 2007
- Engel des Vergessens — El ángel del olvido, novela, 2011
- Langer Transit (Largo tránsito), poesía, 2014

## Premios y reconocimientos
- 1983: Förderungspreis des Landes Kärnten
- 1989: Preis der France Prešeren-Stiftung
- 2004: Hubert-Burda-Preis für junge Lyrik, im Rahmen des Hermann-Lenz-Preises
- 2005: Frauenkulturpreis des Landes Kärnten für Literatur
- 2006/2007: Österreichisches Staatsstipendium für Literatur
- 2011: Ingeborg-Bachmann-Preis 2011 por El ángel del olvido
- 2011: Großes Goldenes Ehrenzeichen des Landes Kärnten
- 2011: Bruno-Kreisky-Preis für das politische Buch por El ángel del olvido
- 2011: Buchpreis Stiftung Ravensburger Verlag
- 2012: Rauriser Literaturpreis por El ángel del olvido
- 2012: Doctora honorífica de la Universidad de Klagenfurt
- 2013: inzenz-Rizzi-Preis[3]